# Ніно Ломжарія
Ніно Ломжарія (груз. ნინო ლომჯარია; нар. 15 лютого 1984) — грузинський юрист і чинний державний захисник Грузії (омбудсман) з 30 листопада 2017 року. 2016-2017 Держаудитслужба, перший заступник генерального ревізора.
У 2006 році закінчила Тбіліський державний університет імені Івана Джавахішвілі за ступенем магістра права; Магістерська програма в Університеті Вашингтона, округ Колумбія, Сент-Луїс, США, 2011.